# Balakən
Balakən (anche scritta, Balakän, Balakon, Belokan, Belokany; in lingua azera: Balakən; in lingua avara: Билкан; in georgiano: ბელაქანი) è una città dell'Azerbaigian, capoluogo dell'omonimo distretto.

## Storia
La città fece parte, dal XVII° al XIX° secolo, della lega Djaro-Belokani.
Nel 1965, Balakən guadagnò lo status di città, dopo l'approvazione del governo dell'Azerbaigian.

## Economia
L'economia del distretto è basata soprattutto sull'agricoltura e parzialmente sul turismo. Vi sono anche alcune industrie.

## Società e cultura

### Evoluzione demografica
La demografia di Balakən è formata soprattutto di Azeri, con consistenti minoranze di Avari del Caucaso e Georgiani (Ingiloy)

### Cucina
I piatti tipici della cucina di Balakən comprendono: maxara, cüttü, pollo chigirtma e Balakən halva (dolci tipici).